# 모겔론스
모겔론스(Morgellons)는 자가 진단된 피부 질환의 비공식 명칭으로, 개인 스스로에게 악창(惡瘡)이 있어서 어떠한 종류의 섬유가 있다고 믿는 것이 특징이다. 모겔론스의 이해도는 부족하지만 망상성 기생충 감염의 일종으로 간주된다. 즉, 악창은 자신의 몸을 충동적으로 긁음으로써 일어난 결과이다.
이 이름은 2002년 메리 레이타오가 만들어냈으며, 자신의 아들의 망상적 기생충증의 진단이 거부되었다.모겔론스는 부패, 손상을 뜻하는 프로방스어에서 비롯된것으로 병의 원인을 밝히고자 현재까지 연구중이다.

## 참고 문헌
- Fair, Brian (2010). “Morgellons: Contested illness, diagnostic compromise and medicalisation”. 《Sociology of Health & Illness》 32 (4): 597–612. doi:10.1111/j.1467-9566.2009.01227.x. PMID 20149149.

## 같이 보기
- 뮌하우젠 증후군
- 신체화 증후군 장애(신체 증상 장애)